# Liman de Akhtanizovsky

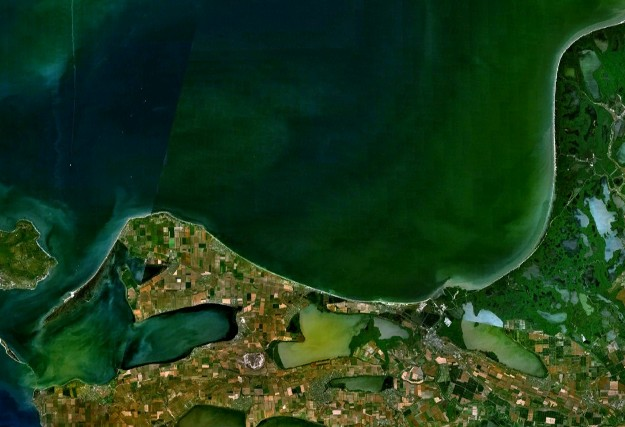
O liman está localizado ao sul da baía de Temriuk

O liman de Akhtanezovsky (em russo:  Ацтани́зовский лиман, transl. Akhtanízovski liman, do turco Ajteniz, "mar branco") é um liman do delta do rio Cubã, localizado na parte norte da península de Taman, na costa do mar de Azov, Krasnodar. Tem cerca de 78 km² e uma profundidade de 1,6 m, sendo o maior reservatório de água doce do de Krasnodar.
A leste do liman, está o assentamento de Akhtanizovskaya, ao sul estão os montes de Starotitarovskaya, cortados por numerosos córregos e barrancos. No início do século XIX, o liman era uma baía salgada fechada ligada apenas ao mar de Azov, mas em 1819 os habitantes de Starotitarovskaya e os de Temriuk juntaram o liman ao rio Cubã, a fim de o dessalinizar. Graças ao afluxo de água doce, a fauna do liman mudou, que se tornou uma incubadora natural de peixes como o esturjão, principalmente, e adquiriu grande fama como local de pesca.